# Dobitschen

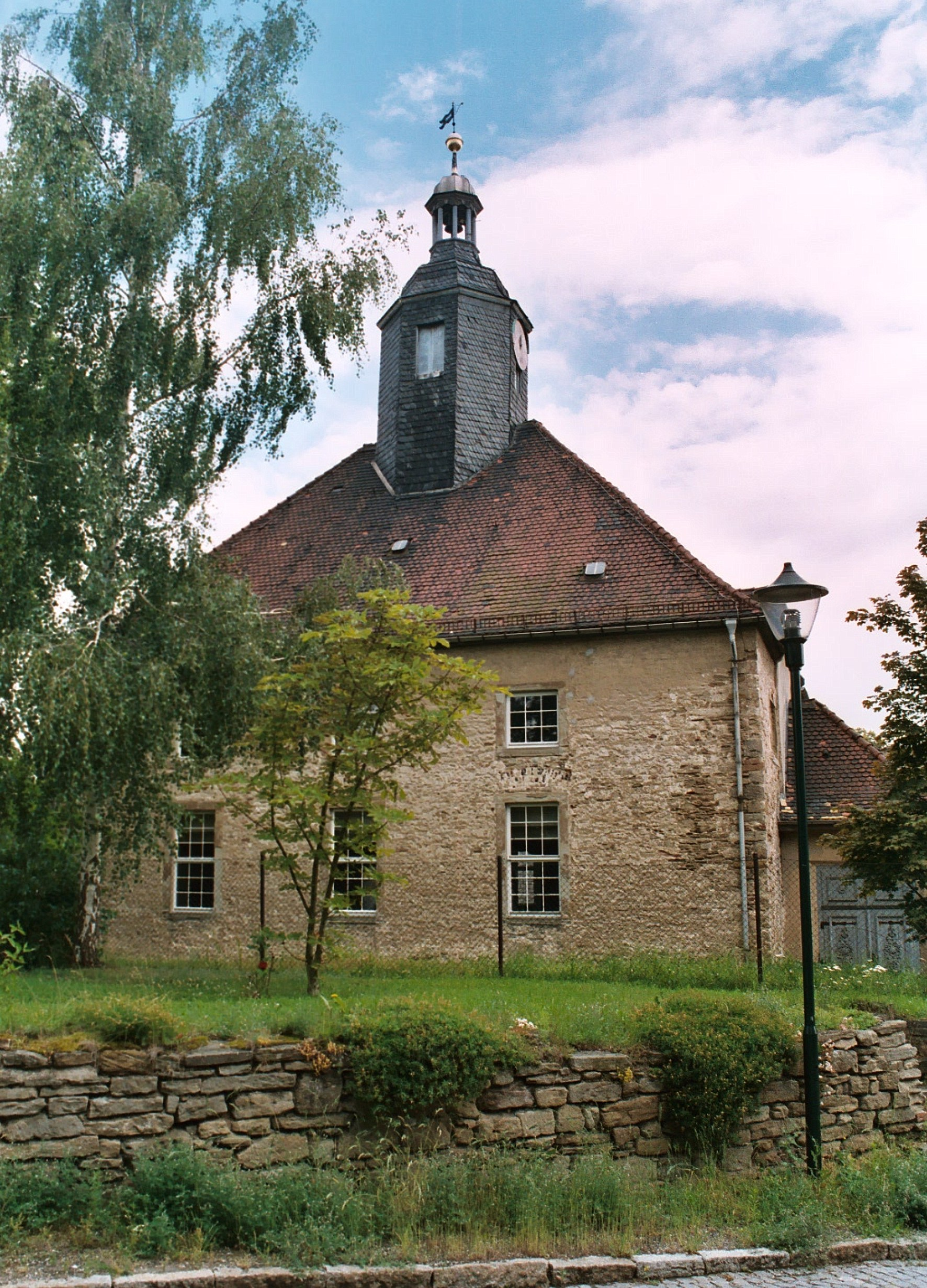
Dorpskerk van Dobitschen

Dobitschen is een gemeente in de Duitse deelstaat Thüringen, en maakt deel uit van de Landkreis Altenburger Land. Met zeven andere gemeenten maakt Dobitschen deel uit van de Verwaltungsgemeinschaft Altenburger Land, een gemeentelijk samenwerkingsverband.
Dobitschen telt 437 inwoners.